# Weilbach (Bayern)

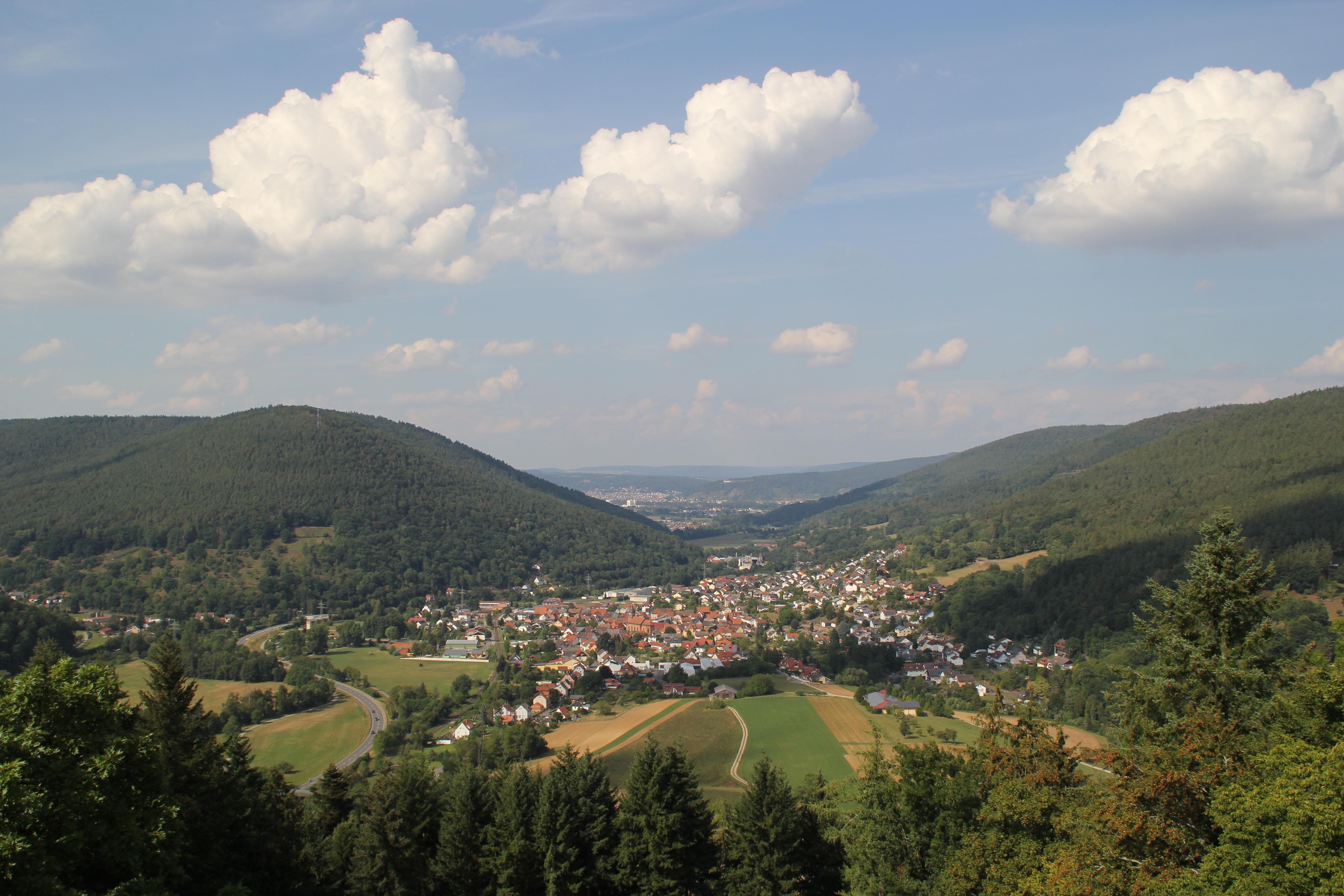
Weilbach

Weilbach ist ein Markt im unterfränkischen Landkreis Miltenberg und liegt im bayerischen Teil des Odenwalds.

## Geographie

### Höchster und niedrigster Punkt
Der topographisch höchste Punkt der Gemeinde befindet sich mit 478 m ü. NHN (Lage) am Gipfel der Sansenhöhe am Sansenhof, der niedrigste liegt an der Mud auf 133 m ü. NHN (Lage).

### Gemeindegliederung
Es gibt sieben Gemeindeteile auf drei Gemarkungen (in Klammern jeweils der Siedlungstyp):
- Ohrenbach (Weiler)
  - Wiesenthal (Einöde)
- Weckbach (Kirchdorf)
  - Gönz (Dorf)
  - Sansenhof (PLZ 63916) (Einöde)
- Weilbach (Hauptort)
  - Reuenthal (Dorf)

## Name

### Etymologie
Der Ortsname entstammt vom gleichnamigen Weilbach, der der Mud im Gemeindegebiet zufließt.

### Frühere Schreibweisen
Frühere Schreibweisen des Ortes aus diversen historischen Karten und Urkunden:
| - 1253 Wilinbach - 1272 Wilebach - 1336 Wilnbach - 1360 Welnbach | - 1395 Wylnbach - 1498 Weylbach - 1570 Weilmbach - 1585 Weilbach |

## Geschichte

### Bis zur Gemeindegründung
Weilbach wurde im Jahre 1201 das erste Mal urkundlich erwähnt. Der Ritter Cunrat von Wilenbach war Zeuge bei einer Grundstückssache des Hauses Dürn, dem er dienstbar war. Die Herren von Dürn waren staufische Ministerialen und von 1171 bis 1272 Schutzvögte des Klosters Amorbach.
Die meiste Zeit seiner Geschichte stand Weilbach unter Kurmainzer Herrschaft. 1803 wurde Weilbach dem Fürstentum Leiningen zugeschlagen und kam mit diesem 1806 zum Großherzogtum Baden. Wenige Jahre später (1810) gelangte Weilbach zum Großherzogtum Hessen-Darmstadt, seit 1816 gehört es zu Bayern. Im Zuge der Verwaltungsreformen in Bayern entstand mit dem Gemeindeedikt von 1818 die heutige Gemeinde.

### Verwaltungsgeschichte
Im Jahr 1862 wurde das Bezirksamt Miltenberg gebildet, auf dessen Verwaltungsgebiet Weilbach lag. Wie überall im Deutschen Reich wurde 1939 die Bezeichnung Landkreis eingeführt. Weilbach war nun eine der 31 Gemeinden im Altkreis Miltenberg. Dieser schloss sich am 1. Juli 1972 mit dem Landkreis Obernburg am Main zum neuen Landkreis Miltenberg zusammen.

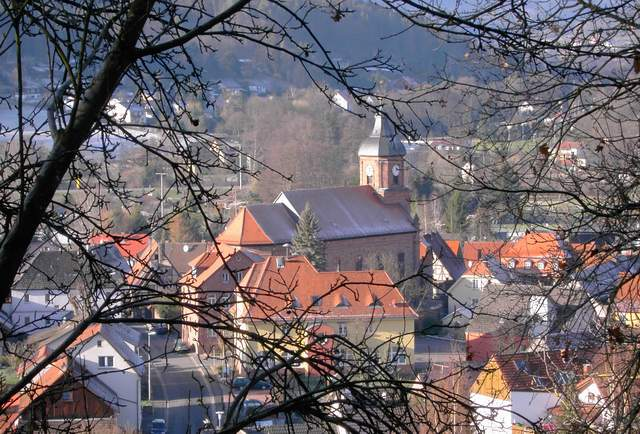
Weilbacher Kirche und alte Schule

### Eingemeindungen
Am 1. Juli 1972 wurde der Gemeindeteil Reuenthal der Gemeinde Reichartshausen in die Gemeinde Weilbach umgegliedert. Im Zuge der Gebietsreform in Bayern wurde am 1. Juli 1977 wurde Weckbach mit seinen Gemeindeteilen Gönz (im Jahr 1879 eingemeindet), Ohrnbach (Name bis 1870 Ohrnbach-Wiesenthal, im Jahr 1892 eingemeindet), Wiesenthal und Sansenhof mit Weilbach zusammengeschlossen.

### Einwohnerentwicklung
Im Zeitraum 1988 bis 2018 stieg die Einwohnerzahl von 2123 auf 2188 um 65 Einwohner bzw. um 3,1 %. 2001 hatte der Markt 2353 Einwohner.
Quelle: BayLfStat

## Politik

### Bürgermeister
Seit 1. Mai 2020 ist Robin Haseler (SPD) Bürgermeister; er wurde in der Stichwahl am 29. März 2020 mit 56,8 Prozent der Stimmen gewählt. Die Wahlbeteiligung lag bei 77,50 %.
Sein Vorgänger war von Mai 1996 bis April 2020 Bernhard Kern (Unabhängige Liste); er hatte bei seiner letzten Wahl am 16. März 2014 bei einem Gegenkandidaten 79,05 % erhalten. Die Wahlbeteiligung lag bei 74,30 %.

### Gemeinderat
Der Gemeinderat besteht aus 14 stimmberechtigten Mitgliedern. Die Wahlbeteiligung der Gemeinderatswahl lag 2020 bei 69,74 %.
- SPD: 4
- FW: 5
- CSU: 5

Es gibt sonst keine weiteren aktiven Ortsgruppen von Parteien in Weilbach. Die SPD betreibt eine Arbeitsgemeinschaft der Jungsozialisten.

### Wappen
|  | Blasonierung: „In Rot zwischen einem sechsspeichigen silbernen Rad und einem silbernen Zahnrad eine eingeschweifte silberne Spitze, darin ein blauer Röhrenbrunnen.“ |
|  | |

## Kultur und Sehenswürdigkeiten, Bauwerke
Die Kirche, das historische Ortszentrum mit dem Drei-Röhren-Brunnen. Von der Gotthardruine, welche zur Hälfte auf Amorbacher Gemarkung steht, hat man einen Rundblick über den Odenwald und bis in den Spessart.

### Gotthardsruine

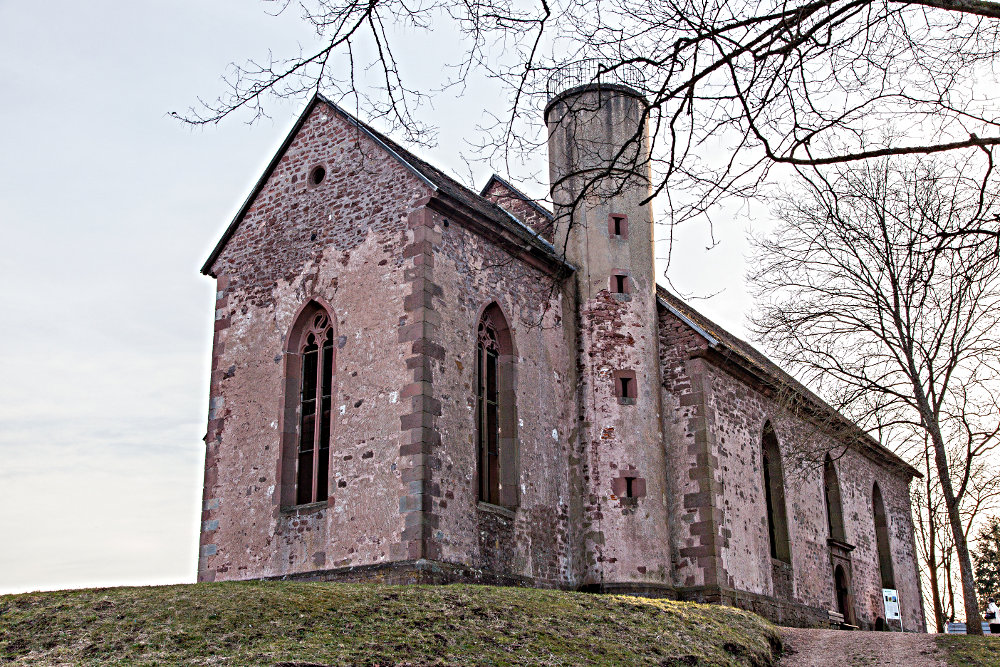
Gotthardsruine

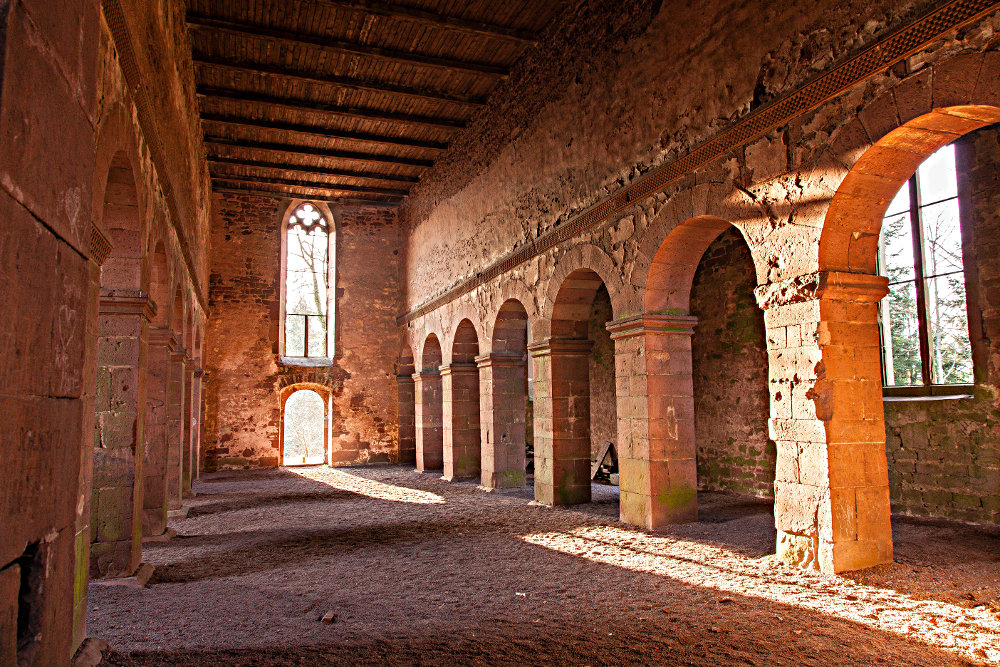
Innenansicht Richtung Westen

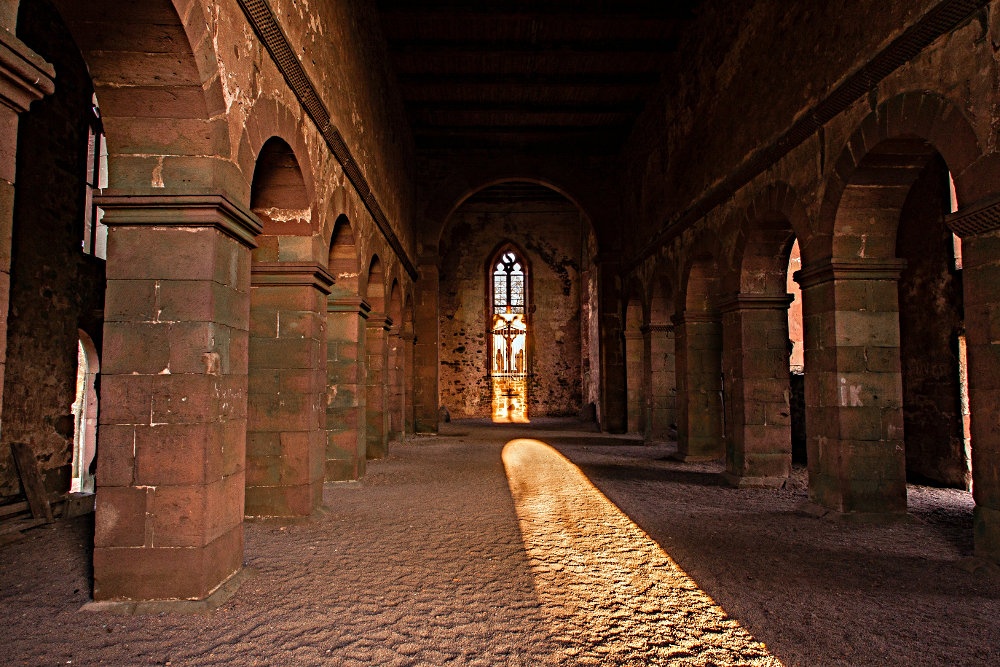
Innenansicht Richtung Osten mit Chor und Kreuzigungsgruppe

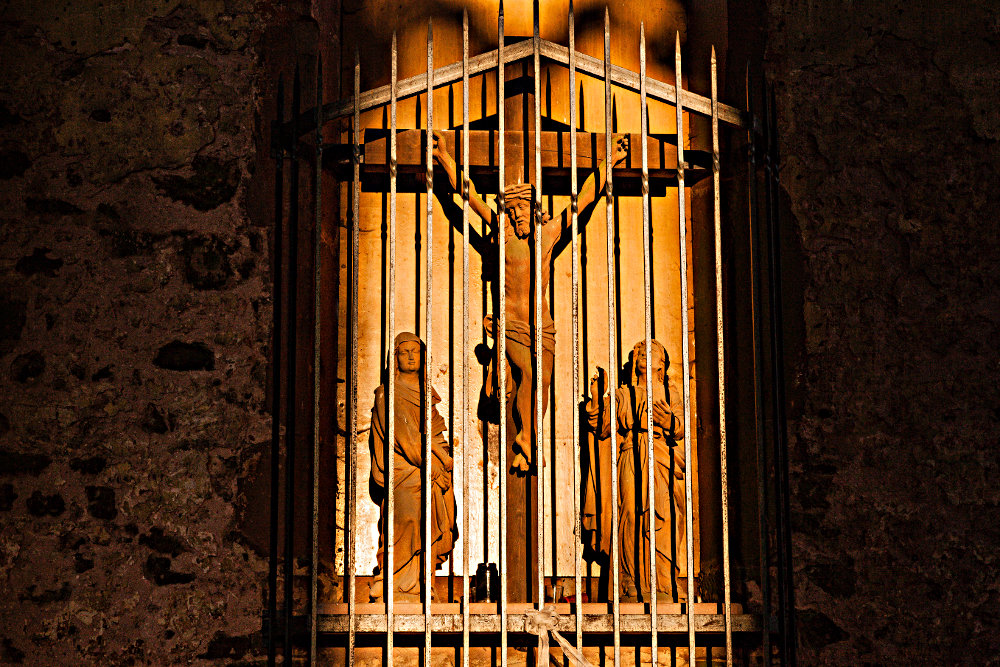
Kreuzigungsgruppe

Die innen knapp 30 Meter lange Kirchenruine ist eine dreischiffige Pfeilerbasilika ohne Querschiff. Der Chor ist rechteckig. Südlich an ihn angrenzend liegt die ehemalige Sakristei, nördlich ein etwa 17 Meter hoher Treppenturm, der heute als Aussichtsturm zugänglich ist. Die Geschichte der denkmalgeschützten Gotthardsruine (auch Gotthardruine genannt) auf dem 304 m ü. NHN hohen Gotthardsberg ist sehr bewegt und liegt anfänglich etwas im Dunkeln.
Die östlich der Mud zwischen Weilbach und Amorbach etwa 150 Meter frei emporsteigende Bergkuppe hieß früher Frankenberg. Der Überlieferung nach soll hier im 8. Jahrhundert der fränkische Gaugraf Ruthard eine Burg (Castrum Frankenberg) erbaut und die Missionare St. Pirmin und St. Amor, die um 734 das Benediktinerkloster Amorbach gründeten, auf den Frankenberg gerufen haben (überliefert hierfür ist das Jahr 714). Der Burg wurde 1138 eine dem Hl. Godehard von Hildesheim geweihte Kirche hinzugefügt, von der in der heutigen Ruine noch die beiden Arkadenreihen und die verzierten Kämpferfriese stammen. Seitdem wird der Berg „Gotthardsberg“ oder einfach „Gotthard“ genannt.

Auf dem Reichstag zu Würzburg im Jahr 1168 unter Stauferkaiser Friedrich I., genannt Barbarossa, wurde der Beschluss gefasst die Burg zu zerstören, da Raubritter auf ihr lebten. Nach der Zerstörung wurde die Burg auf dem Gotthard in ein Nonnenkloster der Zisterzienserinnen umgewandelt. 1439 erfolgte die Auflösung des Klosters. Sein Besitz wurde der Abtei Amorbach als Propstei zugeschlagen. Das Kloster mit allen anderen Gebäuden wurde 1525 im Bauernkrieg niedergebrannt. Im Jahr 1628 begann der Amorbacher Benediktiner-Abt Erhard Leyendecker dessen Wiederaufbau als Kirche, die der Würzburger Weihbischof Jodocus 1631 weihte. In der Folgezeit wiederholt beschädigt, brannte sie am 8. Juni 1714 durch Blitzschlag aus und besteht seitdem als die heutige Ruine. Um sie vor dem Verfall zu schützen, erhielt sie 1956 ein Dach.
Nach der Teilung der Liegenschaften des Klosters Amorbach Ende des 18. Jahrhunderts verläuft die Gemarkungsgrenze der Nachbargemeinden Weilbach und Amorbach längs durch die Ruinenmitte. Vor allem vom Turm aus hat man einen herrlichen Ausblick in sieben Täler und auf die umliegenden Berge.

#### Waldlehrpfad
Rund um die Gotthardsruine erstreckt sich ein Waldlehrpfad, der zum spielerischen Erkunden des Waldes einlädt.

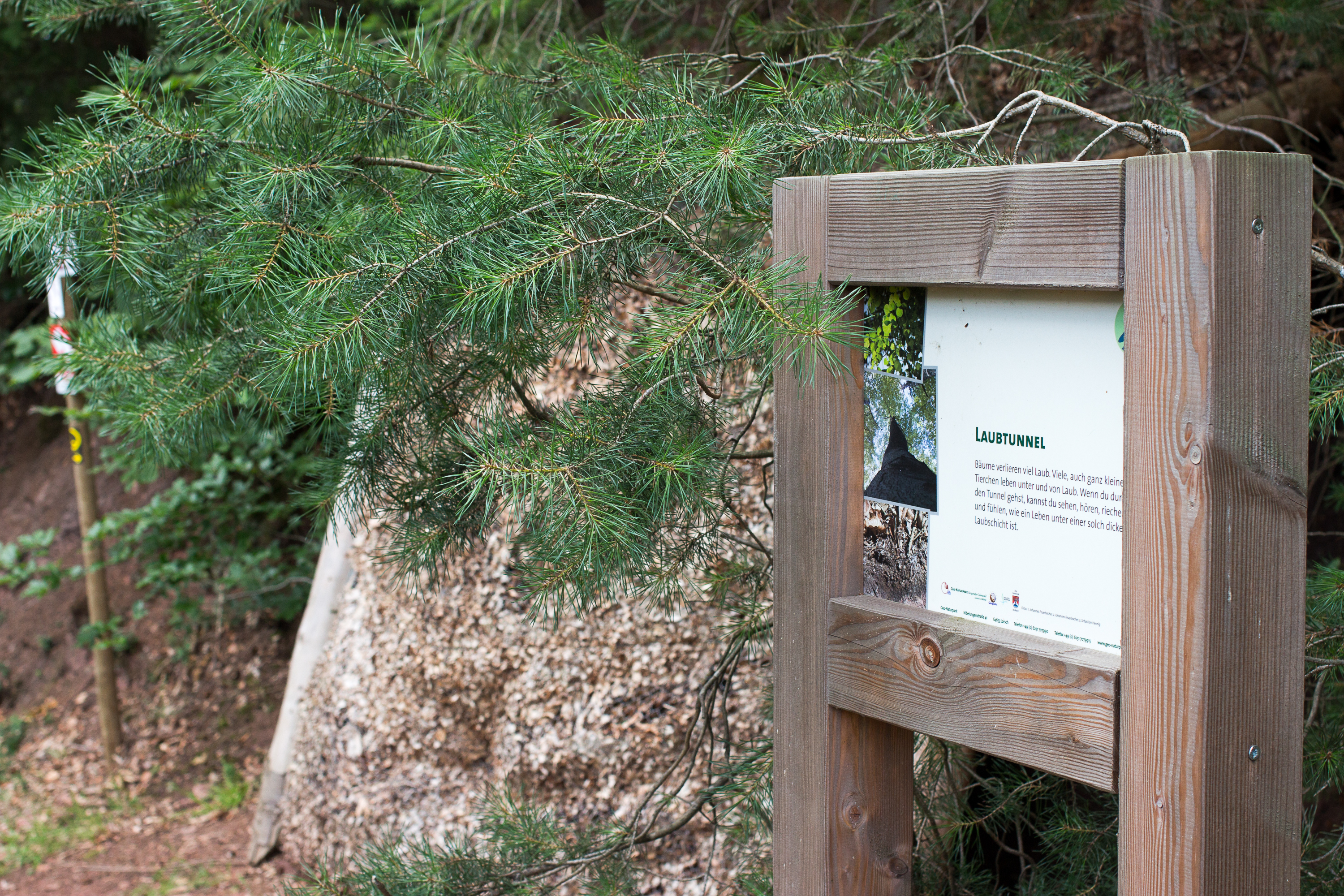
Waldlehrpfad Laubtunnel
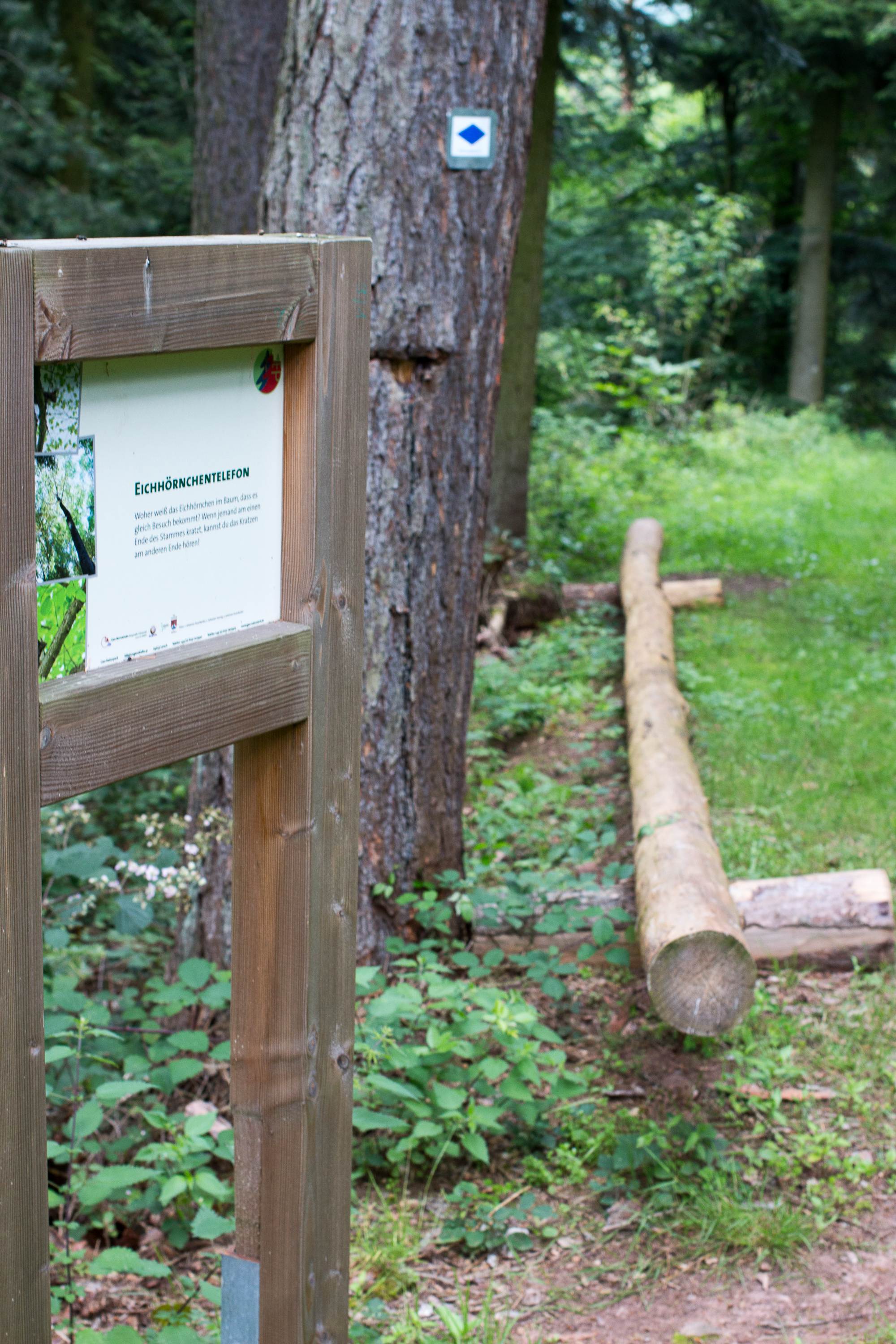
Eichhörnchentelefon

### Dreiröhrenbrunnen
Der Dreiröhrenbrunnen befindet sich in der Ortsmitte von Weilbach an einer Wegkreuzung. Dieser hat einen großen Sandsteintrog mit einem barocken Relief. Das Wasser sprudelt aus drei Röhren. Der Brunnen ist auch als eines der Wahrzeichen des Marktes im Gemeindewappen vertreten. Zur alljährlichen Faschingseröffnung der Carnevalsgesellschaft „Weilbacher Frösch“ am 11. November wird das Wasser grün eingefärbt.

### Mudmühle
Am nordwestlichen Ausgang von Weilbach steht die 1585 vom Mainzischen Hofbaumeister Ambrosius Brosamer umgebaute Mühle mit einem Renaissancegiebel.

### Hallsteine
Hierbei handelt es sich um eine Ansammlung von interessanten Ursteinen auf der Hallhöhe (453 m) im Westen Weilbachs. Ein ausgeschilderter Wanderweg führt zu diesem Naturdenkmal.

### Carillon / Glockenspiel
Im Alten Schulhof Weilbach befindet sich ein Glockenturm mit Carillon. Der Vorläufer des jetzigen Carillons war ein computergesteuertes Glockenspiel, welches im Dezember 1991 mit 24 Glocken an der Rathauswand angebracht wurde. Finanziert wurde die Anlage durch eine Privatinitiative von Weilbacher Bürgern und Vereinen unter dem Dach des Heimatvereines Weilbach-Weckbach e. V.
Nach zweijähriger Bauzeit konnte am Sonntag, 25. Juni 2006 der jetzige, 13,5 m hohe, Glockenturm eingeweiht werden. Erweitert auf 37 Glocken war es nun auch möglich, das Carillon, mit einer eingebauten Stokkenklaviatur (Manual und Pedal), von Hand zu bedienen. Dadurch gehört nun das Weilbacher Carillon zu sieben Carillons in Bayern.
Im Jahr 2016 wurde das Carillon nochmals erweitert und beherbergt nun 39 Glocken im Tonumfang über 3½ Oktaven von e5 bis c2. Die Glocken haben ein Gesamtgewicht von ca. 2.032 kg, wobei die kleinste Glocke 14 kg und die größte Glocke 250 kg wiegt. Alle Glocken wurden bei der Glockengießerei Bachert gegossen.
Das Glockenspiel erklingt computergesteuert täglich um 9:10 Uhr, um 12:10 Uhr und um 18:10 Uhr.

## Wirtschaft und Infrastruktur

### Industrie
Zu Beginn des 19. Jahrhunderts wurde die historisch zur Linde AG gehörige Fabrik der Eisenhammer gegründet. Linde stellte bis 2006 im Unternehmensbereich „Linde Material Handling“ (LMH) auch Flurfördergeräte und Lagertechnikgeräte her; bekannt wurden unter anderem die Linde-Gabelstapler. Der Konzern war auch im Besitz der bekannten Marken Still und OM Pimespo. Zum 1. August 2006 wurde LMH zunächst aus der Linde AG in die neu gegründete Kion Group GmbH ausgegliedert. Anfang November 2006 wurde diese zur Gegenfinanzierung des Erwerbs von BOC für 4 Mrd. € an ein Konsortium der Finanzunternehmen Kohlberg Kravis Roberts & Co. (KKR) und Goldman Sachs veräußert.
In der Folge des Betriebs des Eisenhammers siedelten sich mehrere Modellbauunternehmen an, die Gussmodelle herstellen. Eine Palettenfabrik verarbeitet das Holz des Odenwalds. Auf dem neuen Gewerbegebiet-Süd siedelt ein Logistikunternehmen sowie Unternehmen aus dem Handwerk.
Seit 1977 besteht dort die Odenwälder Marzipankonditorei GmbH, ein überregional bekanntes Unternehmen, welches Marzipanfiguren und -objekte jedweder Art herstellt und bundesweit vertreibt.
Von 2009 bis 2010 entstand das "Gewerbegebiet Weilbach-Süd", in welchem heute über 200 Arbeitsplätze angesiedelt sind.

### Verkehr
Durch die Bundesstraße 469 ist der Hauptort an das Fernstraßennetz angeschlossen. Die Bundesstraße führt als Umgehung an der Gemeinde vorbei. Die nächsten Autobahnanschlüsse zur A3 sind Stockstadt (42 km) und Wertheim/Lengfurt (43 km). Die Kreisstraße MIL 6 führt in den Odenwald nach Vielbrunn.
Weilbach ist ein Haltepunkt der Madonnenlandbahn Seckach–Miltenberg. In Seckach zweigt die Linie von der Bahnstrecke Neckarelz–Osterburken ab und in Miltenberg von der Maintalbahn. In Seckach besteht Anschluss an die S-Bahn Rhein-Neckar, die in den Verkehrsverbund Rhein-Neckar (VRN) integriert ist. Der Bahnhof gehört außerdem zum Übergangs-Tarifgebiet des Rhein-Main-Verkehrsverbundes.
Der ÖPNV wird durch Verkehrsgemeinschaft am Bayerischen Untermain betrieben.

### Radfernwege
Durch den Hauptort führen folgende Radwanderwege:
- Der 225 km lange 3-Länder-Radweg führt als Rundweg durch das Dreiländereck von Hessen, Baden-Württemberg und Bayern. Entlang von Mümling, Neckar und Main erkundet die Route den Odenwald.
- Der Deutsche Limes-Radweg führt von Bad Hönningen durch Westerwald, Taunus und Odenwald zum 818 Kilometer entfernten Regensburg und orientiert sich dabei am historischen Verlauf des Obergermanisch-Raetischen Limes.

### Wanderwege
Der Nibelungensteig, ein 130 Kilometer langer, mit dem Gütesiegel „Wanderbares Deutschland“ zertifizierter Fernwanderweg, verläuft auf Weilbacher Gemarkung von der Gotthardsruine durch den Ortsteil Reuenthal in Richtung Miltenberg.

## Persönlichkeiten

### Ehrenbürger
Paul Breunig (1926–2006) trat im Jahr 1946 im Markt Weilbach als Gemeindesekretär ein. Von 1956 bis 1985 war er Bürgermeister der Marktgemeinde Weilbach. Ab 1966 war er Mitglied des Kreistages für drei Perioden. Von 1967 bis 1984 trug er als Vorsitzender des Bayerischen Gemeindetags, Kreisverband Miltenberg, Verantwortung.
Aufgrund seiner überragenden Verdienste wurde ihm bereits 1981 das Bundesverdienstkreuz am Bande verliehen. Außerdem war er Träger der Bürgermedaille in Gold des Marktes Weilbach. 1985 erhielt er die Ehrenbürgerwürde und 1991 die kommunale Verdienstmedaille in Silber.
Am 24. August 2006 verstarb Paul Breunig in seinem Heimatort Weilbach.

### Söhne und Töchter des Marktes
- Lorenz Breunig (1882–1945), Reichstagsabgeordneter
- Elisabeth Schüssler-Fiorenza (* 1938), katholische feministische Theologin, aufgewachsen in Weilbach
- Karl Straub (1898–1966), Kommunist, Widerstandskämpfer gegen das NS-Regime, ehemaliger politischer Häftling im KZ Buchenwald
- Norbert Walter (1944–2012), Ökonom, Chefvolkswirt der Deutsche-Bank-Gruppe,  geboren in Weckbach

### Persönlichkeiten, die in Weilbach wirken oder gewirkt haben
- Herbert Feuerstein (1937–2020), Journalist, Kabarettist und ehemaliger Chefredakteur des deutschen MAD-Magazins mit Sitz in Weilbach[14]

## Kurioses
Weilbach
Bis vor einigen Jahren lief „die Bach“ noch offen durch die Gemeinde. Morgens und abends hörte man die Frösche im Ort quaken. So kamen die Weilbacher zu ihrem Spitznamen/Ortsnecknamen.
Weckbach
Kienspäne, meist aus Kiefernholz, die man zum Beleuchten der Stuben verwendete, wurden von den Weckbachern „Steckerle“ genannt und selbst hergestellt. Die Nachbarn gaben ihnen dafür den Ortsnecknamen „Steckerlespitzer“.